# Castelbelforte
Castelbelforte är en ort och kommun i provinsen Mantua i regionen Lombardiet i Italien. Kommunen hade 3 241 invånare (2018).